# Steinway modèle D
Le Steinway modèle D (ou Steinway modèle D-274) est le modèle de grand piano à queue de concert du facteur Steinway & Sons. L'instrument s'est imposé comme la référence pour les pianistes classiques. Ce modèle est connu pour avoir eu les faveurs de Vladimir Horowitz ou Glenn Gould.

## Description
Le modèle D est le grand piano à queue de concert développé par le facteur Steinway & Sons. Le piano est le plus volumineux de la marque. Il est considéré par la majorité des pianistes comme la référence des pianos de concert. 
La première version du modèle D a été créée en 1875. Il s'agissait d'une évolution d'un modèle plus ancien, le piano à queue « Plain Grand Style 2 »,. 
L'instrument mesure 2,74 mètres de long. Pour cette raison, il est parfois appelé modèle D-274. 
De par ses dimensions, le modèle D est un piano puissant. Cette caractéristique explique qu'il soit adapté aux grandes salles de concert disposant d'un espace sonore à remplir conséquent. 
Le cadre en fonte du modèle D pèse environ 160 kilogrammes. 
Les pianistes indiquent que les mécaniques du modèle D permettent de grandes variations de toucher. 

## Instruments notables

### Steinway «CD»
Les pianos modèle D qui présentent les meilleures qualités sonores sont identifiés par les facteurs de Steinway & Sons et destinés à être joué lors des concerts ou par les solistes. Ces instruments sont identifiés à l'atelier par l'acronyme « CD » auquel est ajouté un numéro. Ce code « CD » et le numéro n'entretiennent aucun rapport avec le numéro de fabrication du piano.

### Pianos associés à des solistes célèbres
Parmi les Steinway CD, certains sont connus du grand public, souvent pour leur association avec un soliste célèbre. C'est par exemple le cas du CD-318 qui était le piano de Glenn Gould ou du CD-503 qui était l'instrument favori de Vladimir Horowitz,.